# 四蹦棋
四蹦棋，當地稱四蹦，是流傳於山東省临沭县的兩人跳棋遊戲。

## 棋具
- 棋盤為4*4縱橫線交叉，共16個棋點。

- 以兩色棋子區分敵我，每方棋子四枚。

## 規則
- 棋子皆放在棋點上。每方棋子放在離己方最近的底橫列上。

- 任何棋子皆須沿縱橫線移動。

- 每回合玩家可用一枚己棋選擇二種行動之一：
  - 跳吃：跳過一枚鄰點的敵方棋落到同方向的緊連空點，可連跳，可改變方向。移動結束後，再將所有跳過的敵棋移出棋盤，才回合結束。
  - 走子：移動到空鄰點。

- 消滅所有敵棋者獲勝[1]。